# Léon Ruzette
Léon Emmanuel Marie Ghislain Ruzette  (Aalst, 20 februari 1836 - Brugge, 1 januari 1901) was een Belgische politicus en gouverneur van de provincie West-Vlaanderen.

## Familie
Hij was gehuwd met Félicie d'Anethan (1838-1901), dochter van Felix d'Anethan en nicht van minister Jules d'Anethan. Hij was de vader van Albert of Albéric Ruzette, die eveneens gouverneur van West-Vlaanderen werd. 
Jonkheer Léon Ruzette stamde af van ambtenaren (baljuws) die in de achttiende eeuw tot de adelstand gingen behoren, onder wie zijn overgrootvader Emmanuel, baljuw van Vloesberg en Lessen, die in 1757 de persoonlijke riddertitel verkreeg. In 1822 werden de kleinzoons van Emmanuel, de broers Maximilien, Edouard en Alexis Ruzette in de adelstand erkend. 
Leon was de zoon van officier Edouard Ruzette (1795-1853) en Eugénie de Ghelcke (1810-1870). Hij verkreeg in 1877 de titel van ridder (overdraagbaar op al zijn nakomelingen) en in 1888 van baron (overdraagbaar bij mannelijke eerstgeboorte).

## Levensloop
Ruzette promoveerde aan de Katholieke Universiteit Leuven tot doctor in de rechten. In 1865 was hij medestichter van de Revue Générale en zetelde vanaf 1868 in de redactieraad, toen zijn stadgenoot Charles Woeste er directeur van werd.
In 1870 werd hij arrondissementscommissaris in Ieper. Hij volgde er de afgezette liberaal H. Carton op en ontpopte zich als 'kiesdraver' voor de katholieke partij.  Na de dood van gouverneur Vrambout werd hij, met de steun van minister Jules d'Anethan in 1877 tot gouverneur van West-Vlaanderen benoemd. In augustus 1878 werd hij evenwel door de nieuwe liberale regering afgezet. Hierna werd hij als een held gevierd door de katholieke oppositie en er werd een groot huldebanket georganiseerd, met meer dan 600 deelnemers. In oktober 1878 werd hij tot gemeenteraadslid van Brugge verkozen en hij werd ook lid van de Edele Confrérie van het Heilig Bloed. Tijdens de schoolstrijd werd hij in 1879 voorzitter van het diocesaan comité voor het katholiek lager onderwijs.
Op 10 juni 1884 werd hij tot katholiek volksvertegenwoordiger verkozen. Hij gaf evenwel de voorkeur aan de hem aangeboden terugkeer als gouverneur van West-Vlaanderen en oefende deze functie uit tot aan zijn dood. De jaarlijkse openingsreden die hij hield waren onder meer gewijd aan de wetgeving op het onderwijs, de landbouw, de openbare gezondheid  en vooral de nieuwe sociale wetgeving. 
De door baron de Maere gelanceerde idee van Brugge-Zeehaven vond ook in Ruzette een overtuigde voorstander.
Tijdens zijn ambtsperiode werd het provinciehuis in Brugge door brand geteisterd (1878) en heropgebouwd (vanaf 1892).
Ruzette was onder meer voorzitter of erevoorzitter van:
- de Koninklijke Reddersmaatschappij van België
- de liefdadigheidsvereniging Schild en Vriend
- de Menschlievende Kring voor de Verlatene Arme
- de Adriaen Willaertskring
- het Davidsfonds Brugge.